# Oppidum auf dem Mont Terri

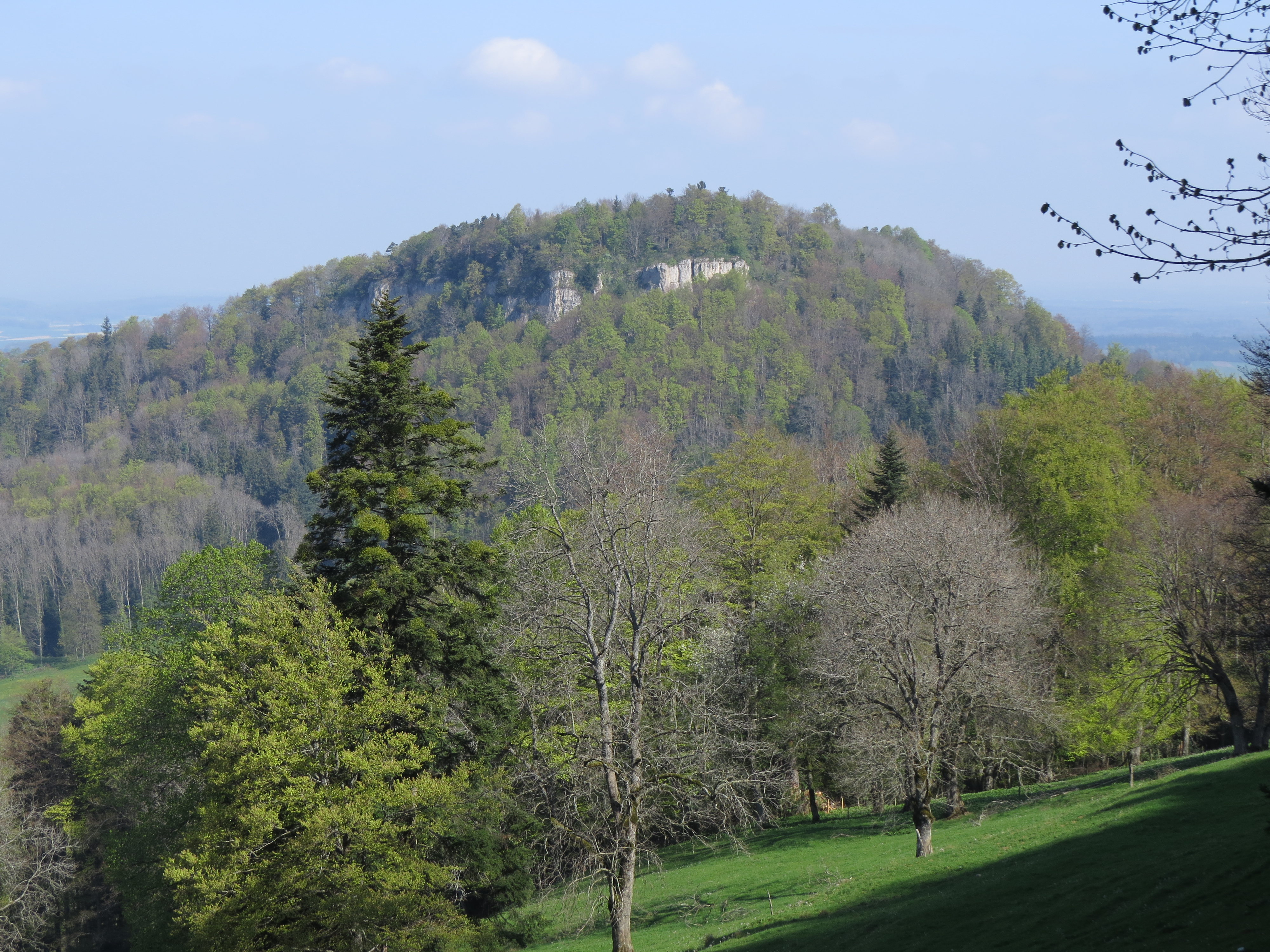
Mont Terri

Das Oppidum auf dem Mont Terri bei Cornol im Schweizer Kanton Jura ist eine befestigte Höhensiedlung aus der 2. Hälfte des 1. Jahrhunderts v. Chr. Der Berggipfel des Mont Terri bildet ein vier Hektar grosses trapezförmiges Plateau, das im Süden und Westen von Steilhängen begrenzt wird.
Das Gelände wurde bereits in der Jungsteinzeit genutzt. Funde aus dieser Zeit sind zahllose Artefakte aus Silex und geschliffene Äxte. Aufgrund der Funde von Tonscherben und einer Bronzenadel mit pyramidalem Kopf ist auch von einer Nutzung im 14. Jahrhundert v. Chr., am Ende der mittleren Bronzezeit, auszugehen. Streufunde aus der älteren Eisenzeit weisen auf ein Frauengrab. Auch in der Latènezeit, benannt nach dem Schweizer Ort La Tène, stand hier bereits ein Oppidum.  
Mitte des 1. Jahrhunderts v. Chr., in der Zeit des Gallischen Krieges, den Gaius Iulius Caesar 58 v. Chr. auch gegen die Helvetier führte, brannte die Siedlung nieder. Wenig später wurde der Hügel befestigt. Ein massiger Wall aus einem mit Steinen und Erde gefüllten Holzfachwerk (Murus Gallicus) und einer Bedeckung aus Trockenmauerwerk, die vertikal mit Pfosten verstärkt war, entstand im Norden und Osten. Die Bewohner des Oppidums hinterliessen Keramik (darunter Wein-Amphoren aus Italien), Fibeln, Münzen und ein bronzenes Weinsieb. Von der 2. Hälfte des 3. bis zur Mitte des 4. Jahrhunderts n. Chr. umgab eine auf den Überresten des alten Walls errichtete Palisade das Gebiet. Aus dieser Zeit sind auch die 4000 Münzfunde. Die Münzreihe endet mit einer Prägung des Magnus Decentius (351–353 n. Chr.), exklusive zweier Münzen aus der 2. Hälfte des 4. Jahrhunderts.